# Idaea schaefferaria
Idaea schaefferaria är en fjärilsart som beskrevs av Fuchs 1904. Idaea schaefferaria ingår i släktet Idaea och familjen mätare. Inga underarter finns listade i Catalogue of Life.